# 왕개미속
왕개미, 비부(蚍蜉)는 개미과 왕개미속(Camponotus) 개미의 총칭이다. 종에 따라 크기나 발색등이 다양하며, 서식지 또한 다양하다. 주변에서 흔히 볼 수 있는 종으로는 일본왕개미가 있다.
종에 따라 여왕개미가 죽을 경우에는 암개미가 급히 혼인 비행을 하고 여왕의 자리를 대신하여 군집을 되살리는 경우도 있다. 특화된 무기로는 포름산을 가지고 있다. 도시의 규모는 평균 10만 마리 정도로, 7만의 일개미와 2만의 병정개미, 1만의 생식 개미들로 이루어진 경우가 대다수이다. 하지만 종류에 따라 1000만 마리 이상의 대도시를 이루고 그에 따른 100개 내외의 도시를 규합해 연합체를 이루는 것도 있다.
여왕개미는 기본적으로 1마리이다. 그러나 경우에 따라 2마리가 함께 사는 경우도 있다. 다른 개미들과의 분쟁에서 유리한 편으로, 수명 역시 일개미 3년, 병정개미 5년 내외, 여왕개미 15~20년으로 긴 편이다.
영어권에서는 목수개미(영어: Carpenter ant)라고 부른다. 우리나라에서는 일본왕개미가 '왕'이라고 부를 만한 크기를 갖추었지만, 세계 전체에서 보면 그리 큰 편은 아니다.